# Ruda Maciejowska
Ruda Maciejowska – wieś w Polsce położona w województwie lubelskim, w powiecie opolskim, w gminie Opole Lubelskie. Przez miejscowość przepływa rzeka Chodelka.
W latach 1975–1998 miejscowość administracyjnie należała do ówczesnego województwa lubelskiego.
Wieś wraz z Rudą Godowska stanowi sołectwo Ruda Godowska – Ruda Maciejowska gminy Opole Lubelskie.
Wierni Kościoła rzymskokatolickiego należą do parafii Trójcy Świętej i Narodzenia Najświętszej Maryi Panny w Chodlu.

## Historia
Ruda Maciejowska, wieś włościańska w powiecie nowoaleksandryjskim (puławski), gminie Opole, parafii Chodel. W roku 1888 posiadała 9 osad i 53 mórg gruntu stanowiła przyległość dóbr Komarzyce (Komaszyce) i wchodziła w skład dóbr Godów. Część tejże wsi wchodziła w skład dóbr Maciejowice, mając wówczas 8 osad i 105 mórg gruntu. Spis z 1827 roku podaje, że wieś Ruda Maciejowska, w parafii Chodel, była wsią suprymowaną (poklasztorną) i miała 40 domów i 227 mieszkańców.